# Càrex
Càrex (Carex) és un gènere d'herbàcies d'angiospermes de la família de les ciperàcies. És el gènere més ric en espècies de la família. L'estudi de les plantes del gènere càrex rep el nom de caricologia. El botànic Carl Ludwig Willdenow publicà el primer llibre d'aquesta matèria el 1805.

## Etimologia
El seu nom deriva i indica l'aspresa de les seues fulles, que tenen una vora aspra i a vegades fins i tot tallant.
Del llatí carex, -icis (carecta, -ae) = nom dels càrexs (Carex L.). Segons Robertson (1979), estaria relacionat amb el grec charaktós, -e, -on = dentat, amb osques, asserrat, etc.; grec kàrcharos, -on = agut, tallant, de dents afilades, aspres; i del grec keíro = esquilar, tallar, rapar; el que al·ludiria a la natura tallant del marge foliar i el nervi mitjà.

## Descripció
Són plantes perennes gràcies a la presència d'un rizoma subterrani dels nusos del qual creixen les arrels, els brots (fèrtils i estèrils), i les mateixes branques del rizoma. Depenent de la proximitat dels nusos, hi haurà plantes cespitoses si creixen molt junts, o reptants si estan més separats. Aquests nusos tenen escates foliars que poden aparèixer reduïdes al nervi, la qual cosa fa que el rizoma semble que està cobert per fibres.
Les fulles tenen el mateix aspecte que el de les gramínies, variant el color des del glauc o verd blavós fins al verd fosc, poden estar enrotllades, aquillades, canaliculades, planes o plegades, amb l'àpex estretit bruscament o més o menys gradualment, amb la secció plana o trígona. Les fulles tenen unes baines tancades, aquest tret s'empra per a la seua taxonomia a nivell d'espècie, especialment les de les fulles inferiors, que poden romandre seques o descompondre's en fibres. Els àpexs d'aquestes beines poden presentar, a manera de prolongació de la part interna de la beina, una lígula, soldada al limbe de la fulla en la seua major part, però queda lliure una petita part la forma de la qual és d'importància per a discriminar l'espècie.
Les tiges fèrtils són generalment de secció trígona, poden ser llises o estar cobertes d'aculis, especialment en la part superior.
Les flors s'agrupen en inflorescències de tipus espiga, solitàries o reunides en panícules o raïms. Mentre unes espècies tenen espigues unisexuals, altres en tenen 
de bisexuals, aquestes últimes tenen les flors masculines en la part apical (andrògines), o amb unes poques flors masculines a la base i l'àpex i flors femenines en la part mitjana, sent més rar a l'inrevés. La inflorescència té a la seua part inferior una bràctea de forma variable. Les flors femenines estan formades per un gineceu tancat en una estructura lageniforme, l'utricle, que al seu torn està protegit per una gluma inserida en l'eix de l'espiga. L'utricle és l'element més important per a diferenciar les espècies del gènere, encara que també és important la forma i el color de la gluma. El primordi seminal està format per 2 o 3 carpels soldats que produeixen un fruit en aqueni. Presenten 2 o 3 estigmes, també és un tret amb importància taxonòmica. La flor masculina està reduïda a tres estams protegits per una bràctea o gluma que sorgeix de l'eix de l'espiga. La forma de l'àpex i el color de la gluma són variables.

## Distribució

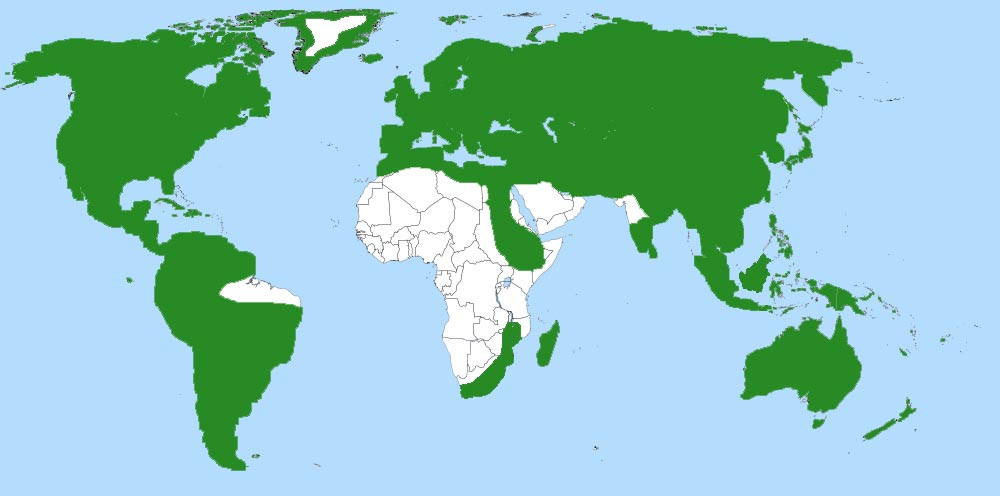
Àrea de distribució del gènere Carex

Les espècies de càrex es troben a gairebé tot el món, encara que n'hi ha unes poques a les terres baixes tropicals i a l'Àfrica subsahariana. La majoria, però no totes, es troben en aiguamolls, com ara pantans, torberes calcàries, praderies entollades, rierols i séquies, en qualsevol zona humida amb aigua més o menys permanent. Es tracta d'un dels grups de plantes dominants en l'àrtic i la tundra alpina. Toleren una profunditat d'aigua de fins a 50 cm.

## Taxonomia
Els estudis morfològics, ontogènics, citogenètics i moleculars apunten a l'origen polifilètic del gènere i al caràcter artificial de la classificació infragenètica; si bé, l'immadur estat de coneixements de molts grups aconsella ser observador i adoptar la classificació de A. O. Chater (in Tutin & al. (editors), Fl. Eur. 5:290-323 (1980)), que segueix bàsicament a G. Kükenthal i divideix el gènere en 4 subgèneres. Llur nomenclatura ha sigut actualitzada seguint bàsicament T.V. Egorova (Sedges Russia, 1999).
- Primoxarex - espècies la inflorescència de les quals es redueix a una espiga terminal solitària.
- Vignea - inflorescències amb diverses espigues bisexuals sèssils, profil·les absents en la base de les espigues.
- Indocarex - inflorescències amb diverses espigues bisexuals pedunculades, profil·le de la base de les espigues inferiors utriculiforme.
- Eucarex - inflorescència composta per diverses espigues generalment unisexuals pedunculades, profil·le de la base de les espigues ocreiforme.

## Citogenètica
El gènere Càrex, junt amb altres gèneres de ciperàcies i juncàcies, posseeix una sèrie de particularitats citogenètiques, entre les quals destaquen:
- Avortament de tres dels quatre nuclis resultants del procés meiòtic i, per tant, no es formen tètrades (només en ciperàcies)
- Meiosi postreduccional amb autoorientació cromosomàtica en Anafase I i coorientació en Anafase II.
- Cromosomes sense centròmer localitzat.
- Freqüents processos de fusió i fissió de cromosomes amb viabilitat dels productes i gènesi de sèries aneuploides. A aquest procés de formació d'aneuploides s'anomena agmatoploïdia.

Aquestes característiques són importants per a comprendre l'evolució que ocorre dins del gènere i ha sigut objecte de nombrosos estudis.

## Taxonomia
El gènere Carex te més de 2000 espècies. Segons la base de dades de "Plants of the World Online" n'hi ha concretament 2094, de les quals 128 (incloent algunes subespècies i alguns híbrids) es poden trobar a la península ibèrica i les Balears. De totes elles, 71 es consideren espècies presents als Països Catalans, segons el criteri dels autors de la Flora (aqui no es compten les subespècies) .
- Carex abrupta
- Carex acuta L.
- Carex acutiformis Ehrh.
- Carex arenaria L.
- Carex alba
- Carex albida
- Carex albonigra
- Carex aligata
- Carex alma
- Carex amplifolia
- Carex angustata
- Carex aquatilis
- Carex arcta
- Carex asturica Boiss.
- Carex atherodes
- Carex athrostachya
- Carex atrofusca
- Carex aurea
- Carex barbarae
- Carex binervis Sm.
- Carex bohemica
- Carex brevicollis DC.
- Carex brevior
- Carex breweri
- Carex brachystachys
- Carex brizoides
- Carex buxbaumii
- Carex camposii Boiss. et Reuter
- Carex canescens L. (syn. C. cinerea Poll.)
- Carex capillaris L.
- Carex capitata
- Carex caryophyllea Latourrette
- Carex cephalophora
- Carex cespitosa L.
- Carex chordorrhiza Ehrh.
- Carex comosa
- Carex concinnoides
- Carex conferta Hochst. ex A.Rich.
- Carex curvula Al.
- Carex cusickii
- Carex cyperoides
- Carex davalliana Sm.
- Carex davisii
- Carex demissa Hornern.
- Carex depauperata Curtis ex With.
- Carex despressa Link
- Carex diandra
- Carex digitata L.
- Carex disperma
- Carex distachya Desf.
- Carex distans L.
- Carex disticha Hudson
- Carex divisa Hudson
- Carex divulsa Stokes
- Carex dioica
- Carex dolichostachya
- Carex douglasii
- Carex durieui Steudel
- Carex echinata Murray
- Carex elata All. (= C. stricta)
- Carex ericetorum Pollich
- Carex extensa Good.
- Carex ferruginea Scop.
- Carex festucacea
- Carex filifolia
- Carex filiformis L.
- Carex fimbriata
- Carex firma
- Carex flacca Schieber
- Carex flava L.
- Carex fracta
- Carex geyeri
- Carex globularis L.
- Carex grayi
- Carex guestphalica
- Carex halleriana Amo
- Carex hassei
- Carex haydeniana Olney[4]
- Carex helleri
- Carex heteroneura
- Carex hirta L.
- Carex hispida Willd.
- Carex hoodii
- Carex hordeistichos Vill.
- Carex hostiana DC.
- Carex humilis Leysser
- Carex hystericina
- Carex illota
- Carex interior
- Carex jamesii Schwein
- Carex jonesii
- Carex lachenalii Schkuhr
- Carex laevigata Sm.
- Carex lasiocarpa
- Carex lenticularis
- Carex leporinella
- Carex leptalea
- Carex limosa
- Carex liparocarpos Gaudin
- Carex livida
- Carex loliacea
- Carex longii
- Carex luzulina
- Carex lyngbyei
- Carex macloviana
- Carex macrostylon Lapeyr.
- Carex mairii Cosson et Germ.
- Carex mariposana
- Carex maritima
- Carex mertensii
- Carex microglochin
- Carex microptera
- Carex molesta
- Carex monostachya
- Carex montana L.
- Carex multicaulis
- Carex multicostata
- Carex muricata L.
- Carex muskingumensis Nutt.
- Carex nebrascensis
- Carex nervina
- Carex neurophora
- Carex nigra (L.) Reichard
- Carex nigricans
- Carex norvegica
- Carex nudata S.Watson
- Carex obnupta
- Carex obtusata
- Carex occidentalis
- Carex oedipostyla Duval-Jouve
- Carex ornithopoda Willd.
- Carex otrubae Podp.
- Carex ovalis Gooden
- Carex pachystachya
- Carex pallescens L.
- Carex panicea L.
- Carex paniculata L.
- Carex pansa
- Carex pairae
- Carex pauciflora Lightf.
- Carex paupercula Michx.
- Carex paridoxa
- Carex parviflora Host.
- Carex pellita
- Carex pendula Hudson
- Carex pensylvanica
- Carex petasata
- Carex phaeocephala
- Carex pilulifera L.
- Carex polymorpha
- Carex praeceptorum
- Carex praecox Schreber
- Carex praegracilis
- Carex praticola
- Carex proposita
- Carex pulicaris L.
- Carex pseudocyperus L.
- Carex pulicarus
- Carex punctata Gaudin
- Carex pyrenaica Wahlenb.
- Carex raynoldsii
- Carex remota L.
- Carex riparia Curtis
- Carex rossii
- Carex rostrata Stokes
- Carex rupestris
- Carex scoparia
- Carex scopulorum Vill.
- Carex sempervirens Vill.
- Carex serotina Mérat
- Carex serpenticola
- Carex sheldonii
- Carex siderosticha
- Carex simpliciascula
- Carex simulata
- Carex solandri
- Carex sparganioides
- Carex specifica
- Carex spectabilis
- Carex spicata Hudson
- Carex spissa
- Carex straminiformis
- Carex stricta
- Carex strigosa Hudson
- Carex subnigricans
- Carex sylvatica Hudson
- Carex teretiuscula
- Carex thouarsii
- Carex umbrosa Host
- Carex utriculata
- Carex vallicola
- Carex vernacula
- Carex vesicaria L.
- Carex vulpina L.
- Carex vulpinoidea
- Carex wahuensis

## Galeria

Diagrama de la flor- A. masculina; B. femenina (3 estigmes); C. femenina (2 estigmes); D. Esquema d'una flor femenina.
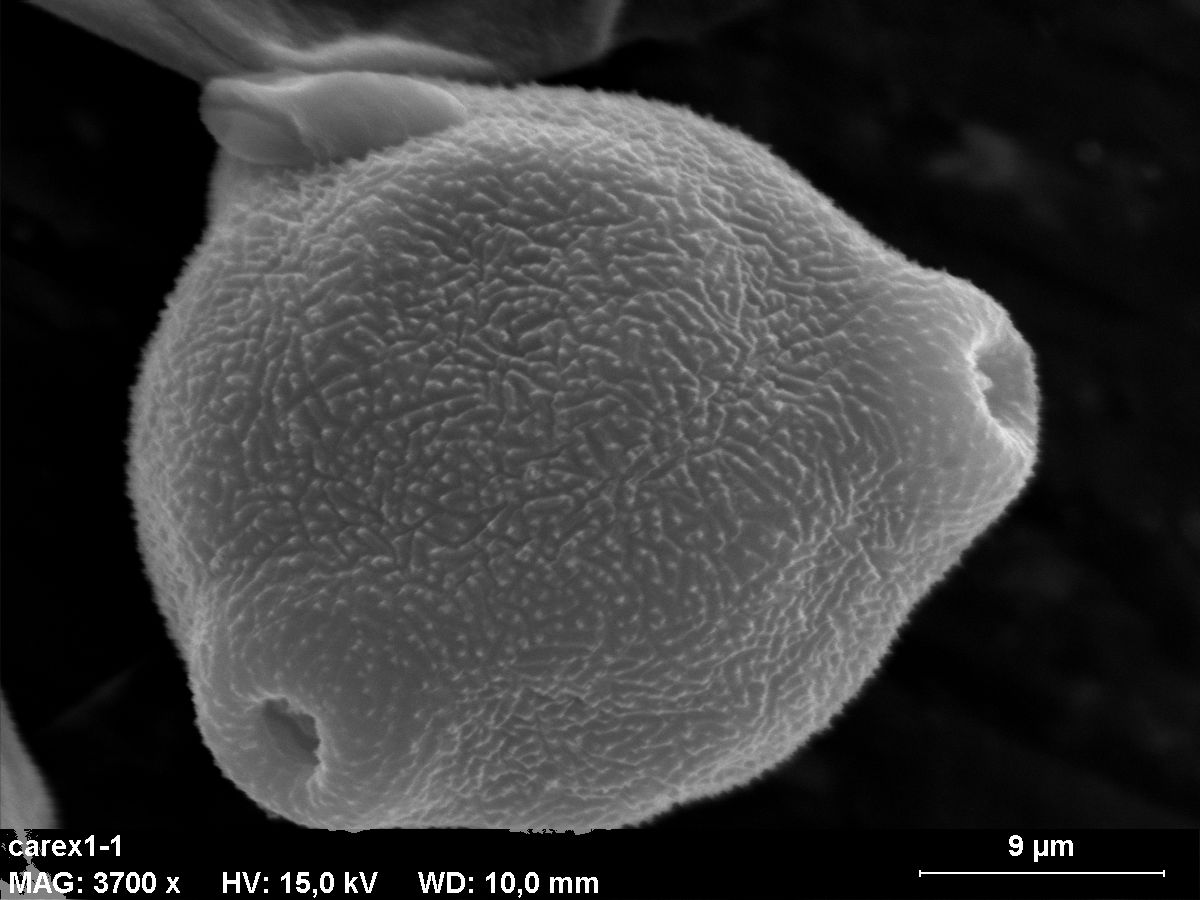
Gra de pol·len típic del gènere Carex.
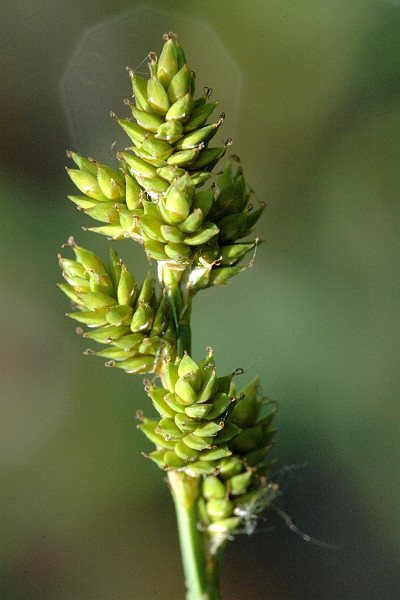
Carex curta
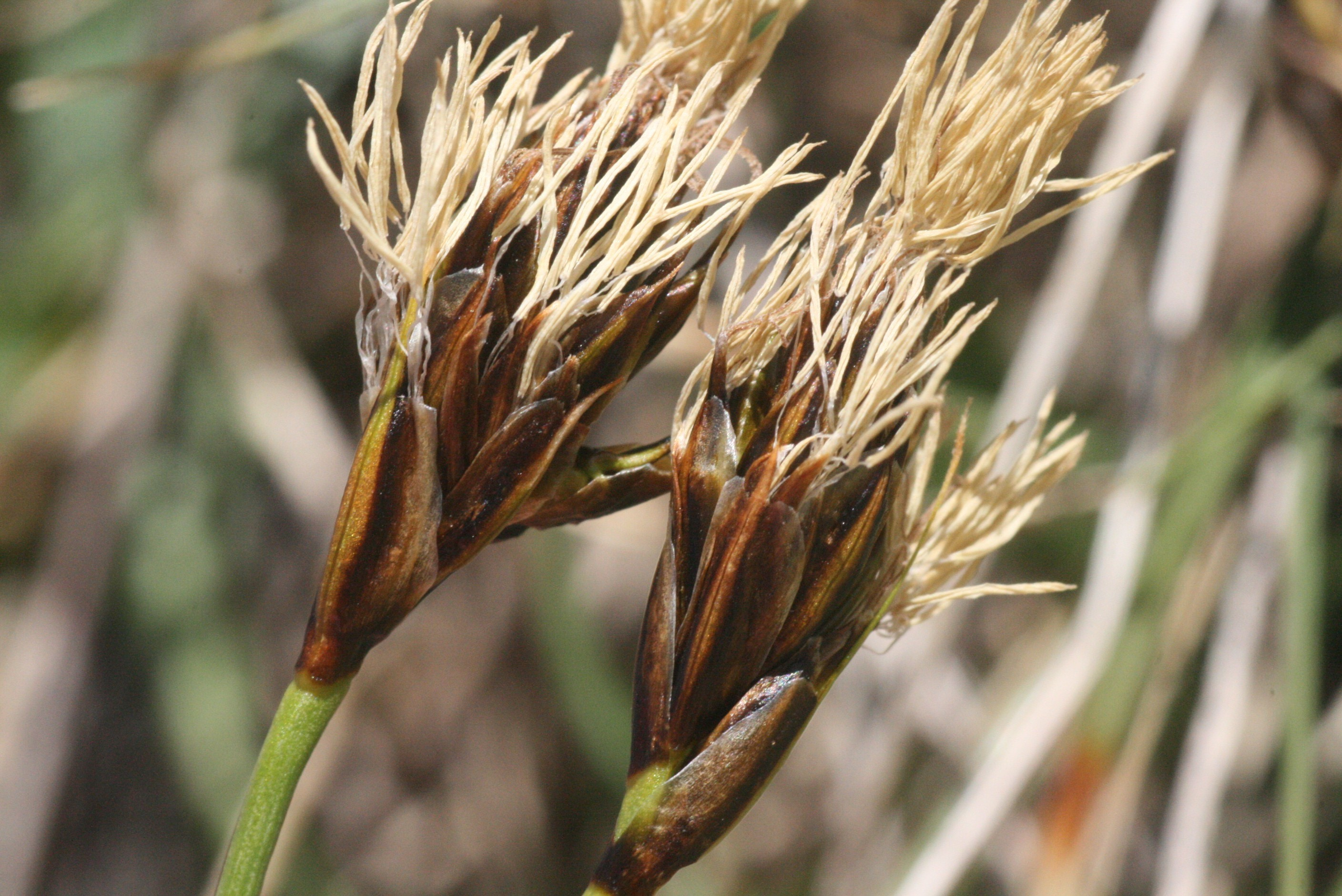
Càrex corbat (Carex curvula)
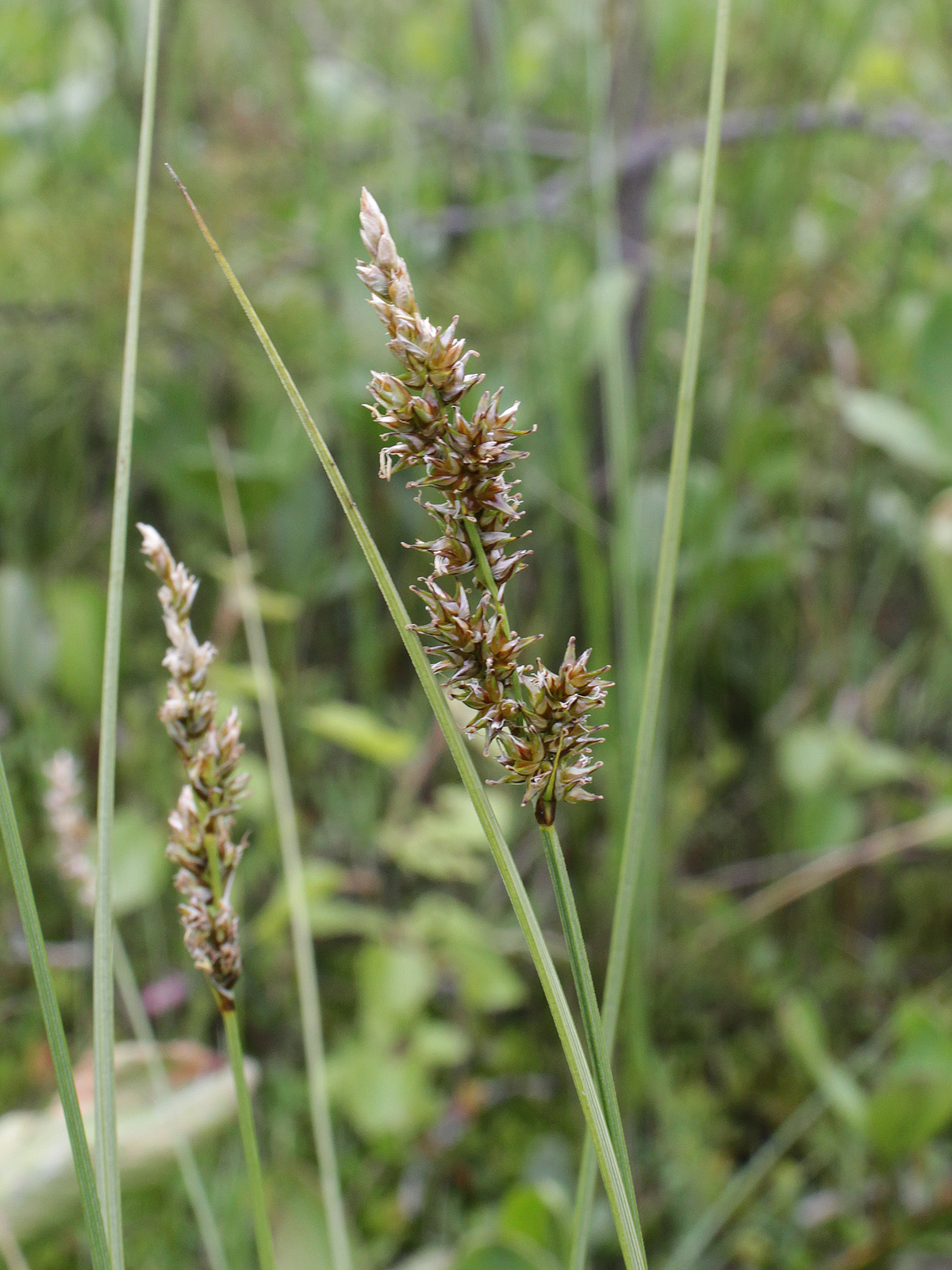
Carex diandra
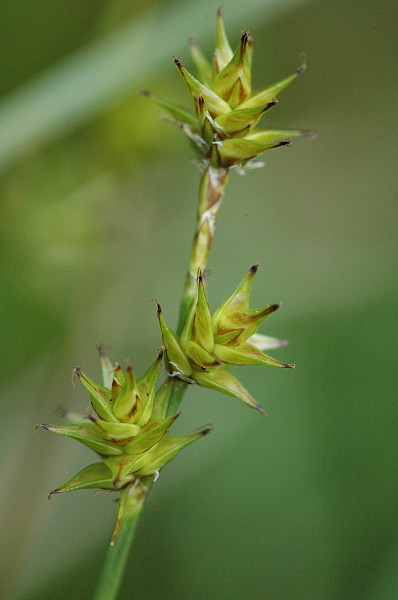
Càrex estelat (Carex echinata)
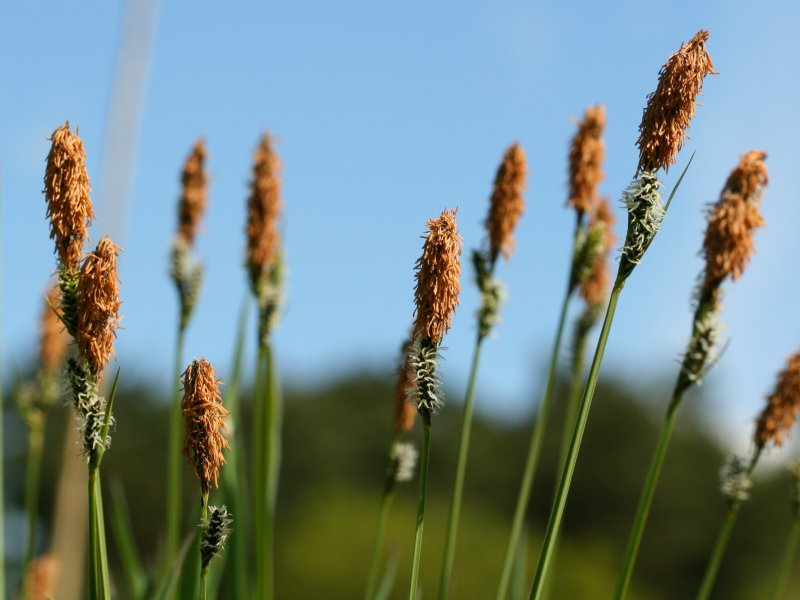
Carex elata
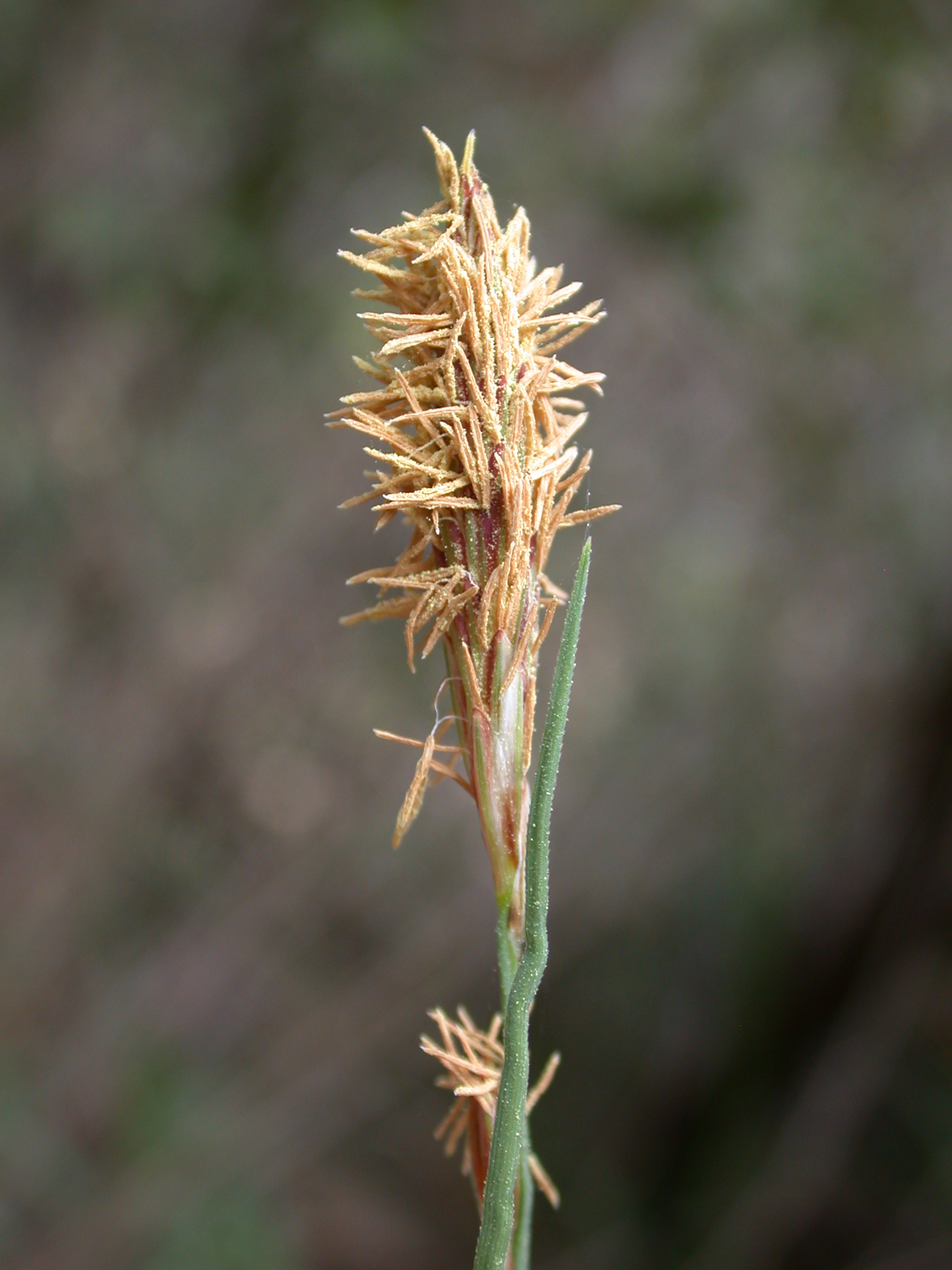
Carex flacca
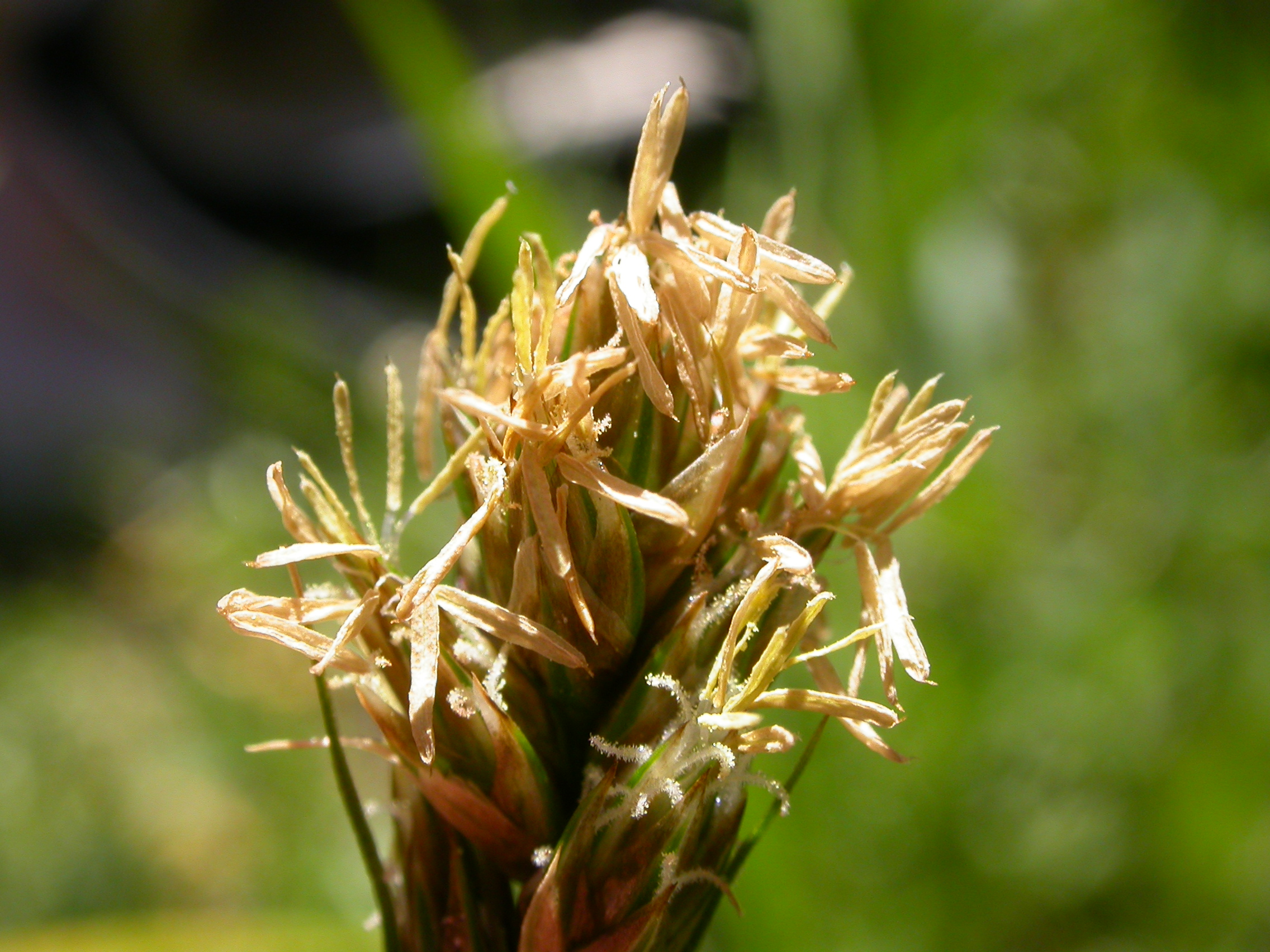
Carex hoodii
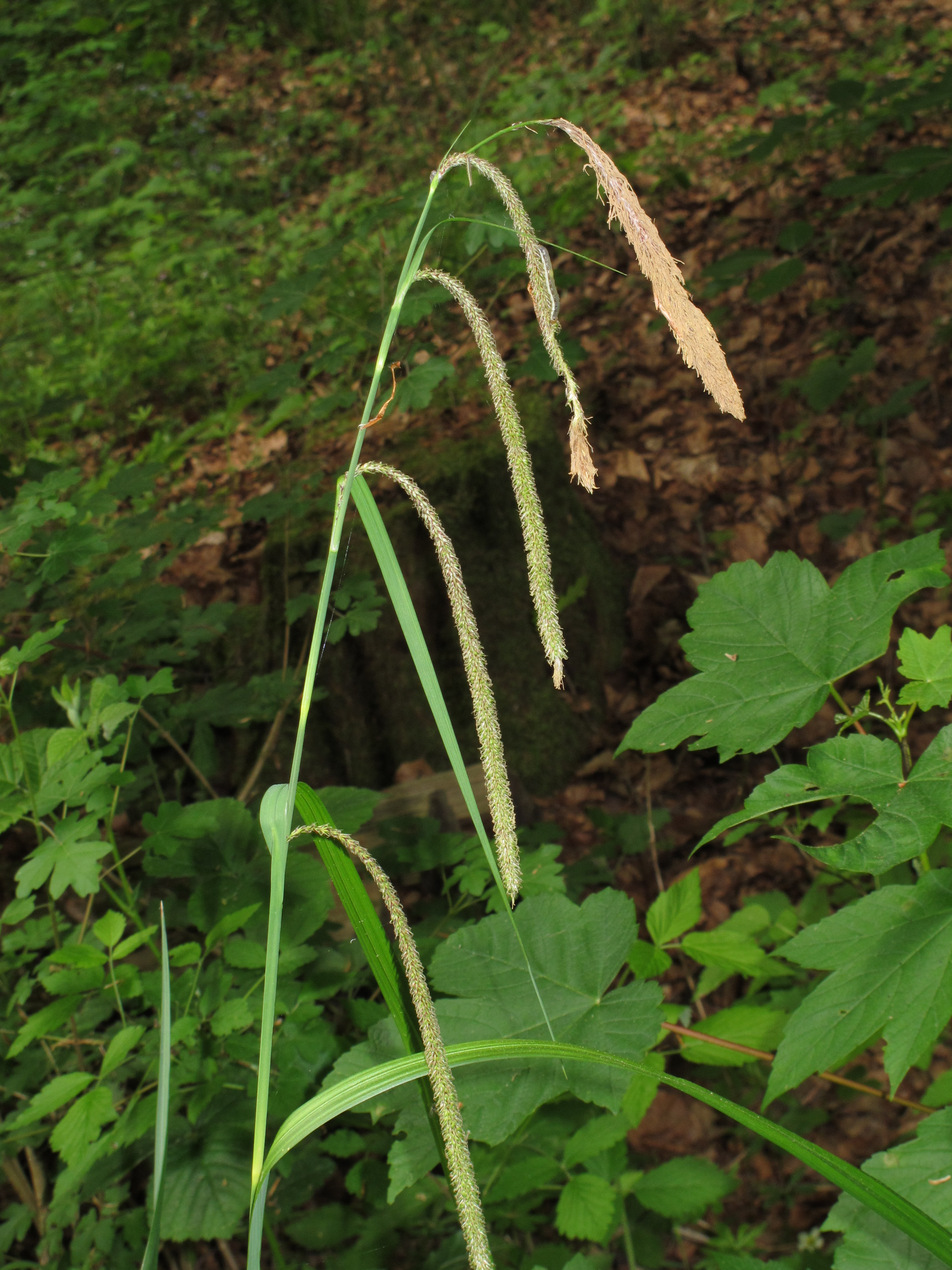
Carex pendula
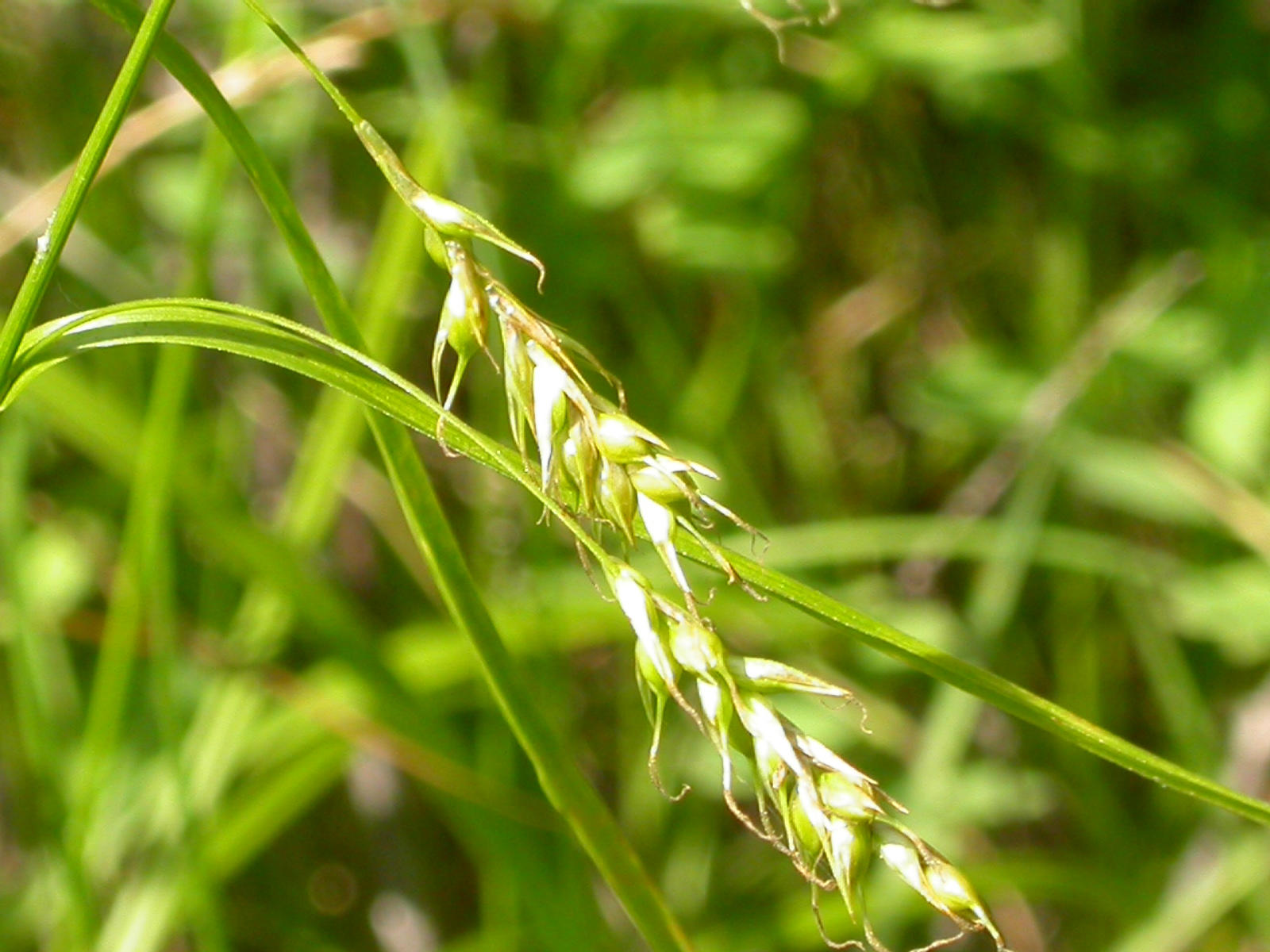
Carex sprengel
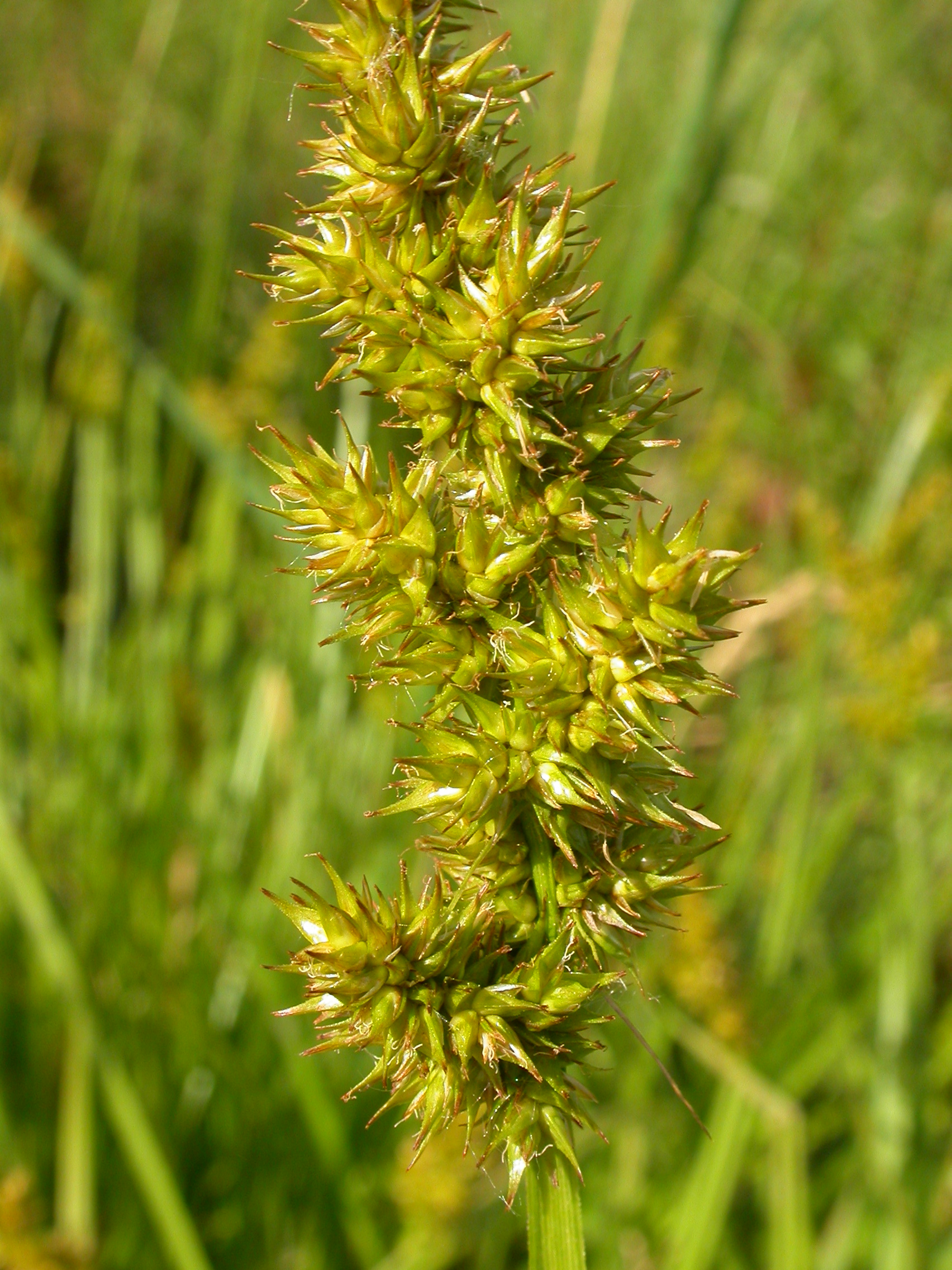
Carex stipata
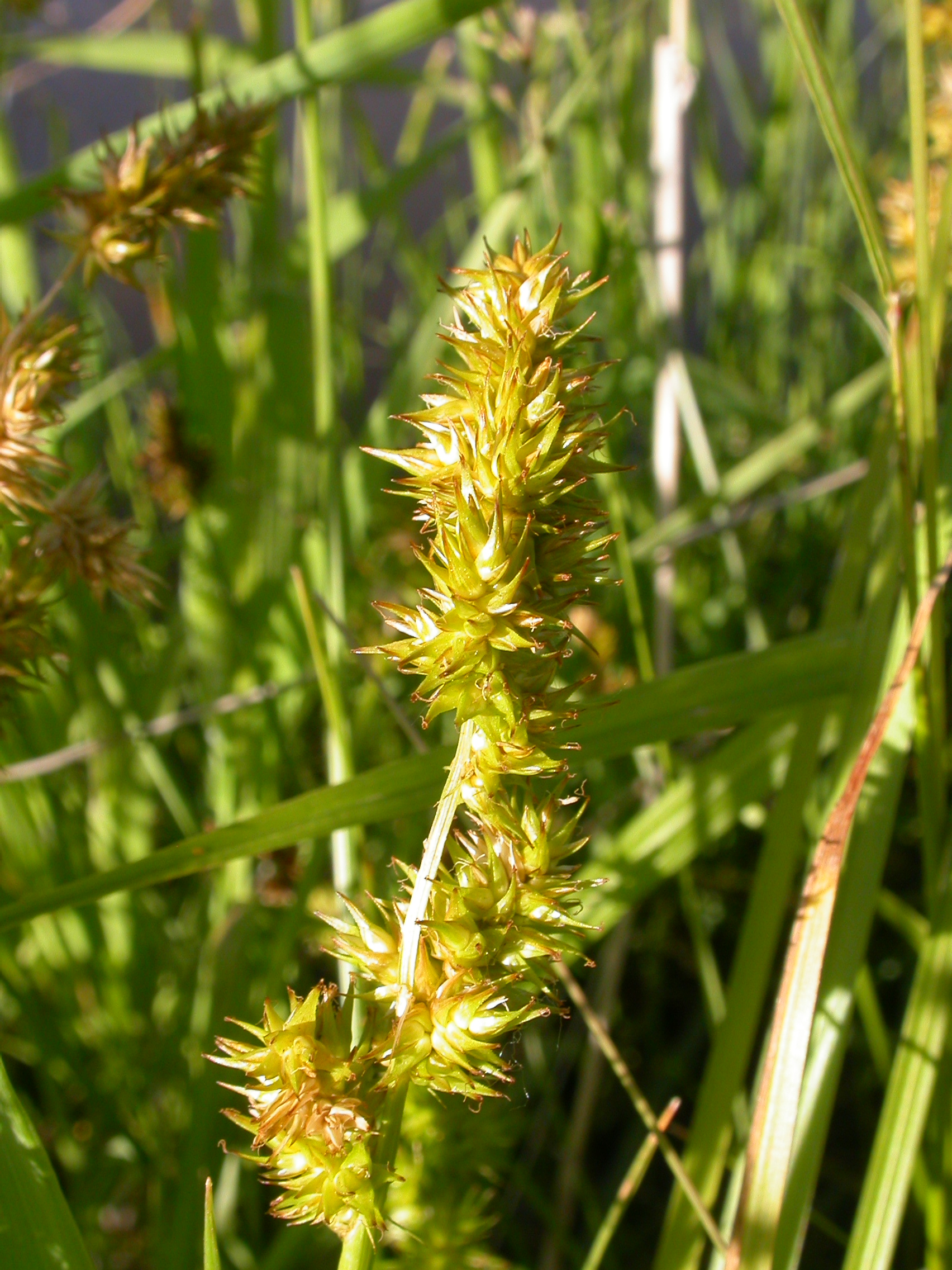
Carex stipata
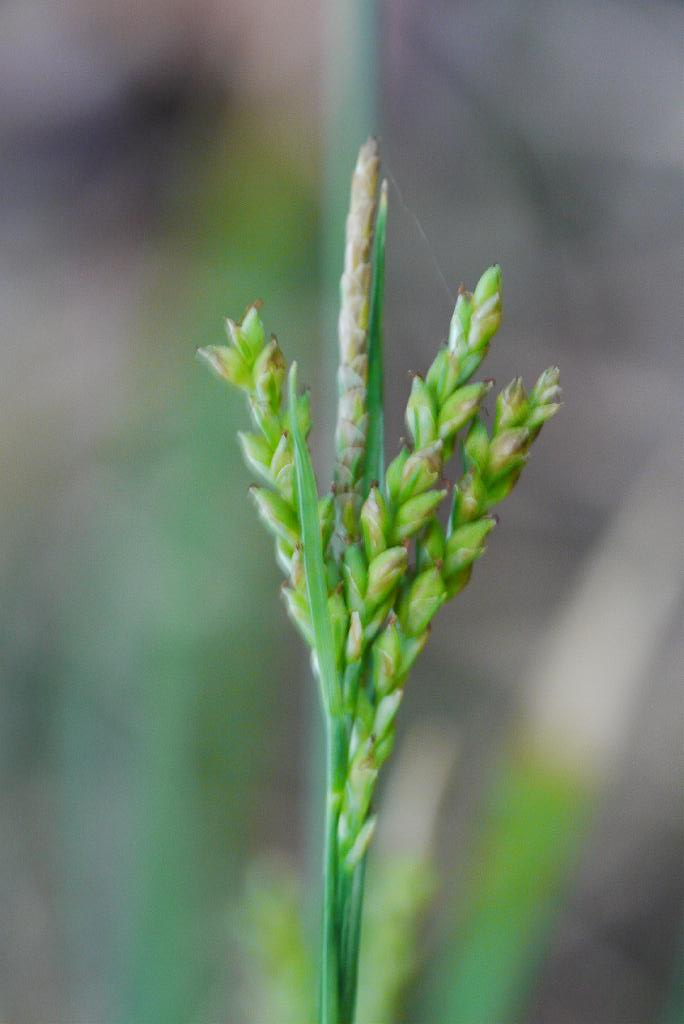
Carex tristachya
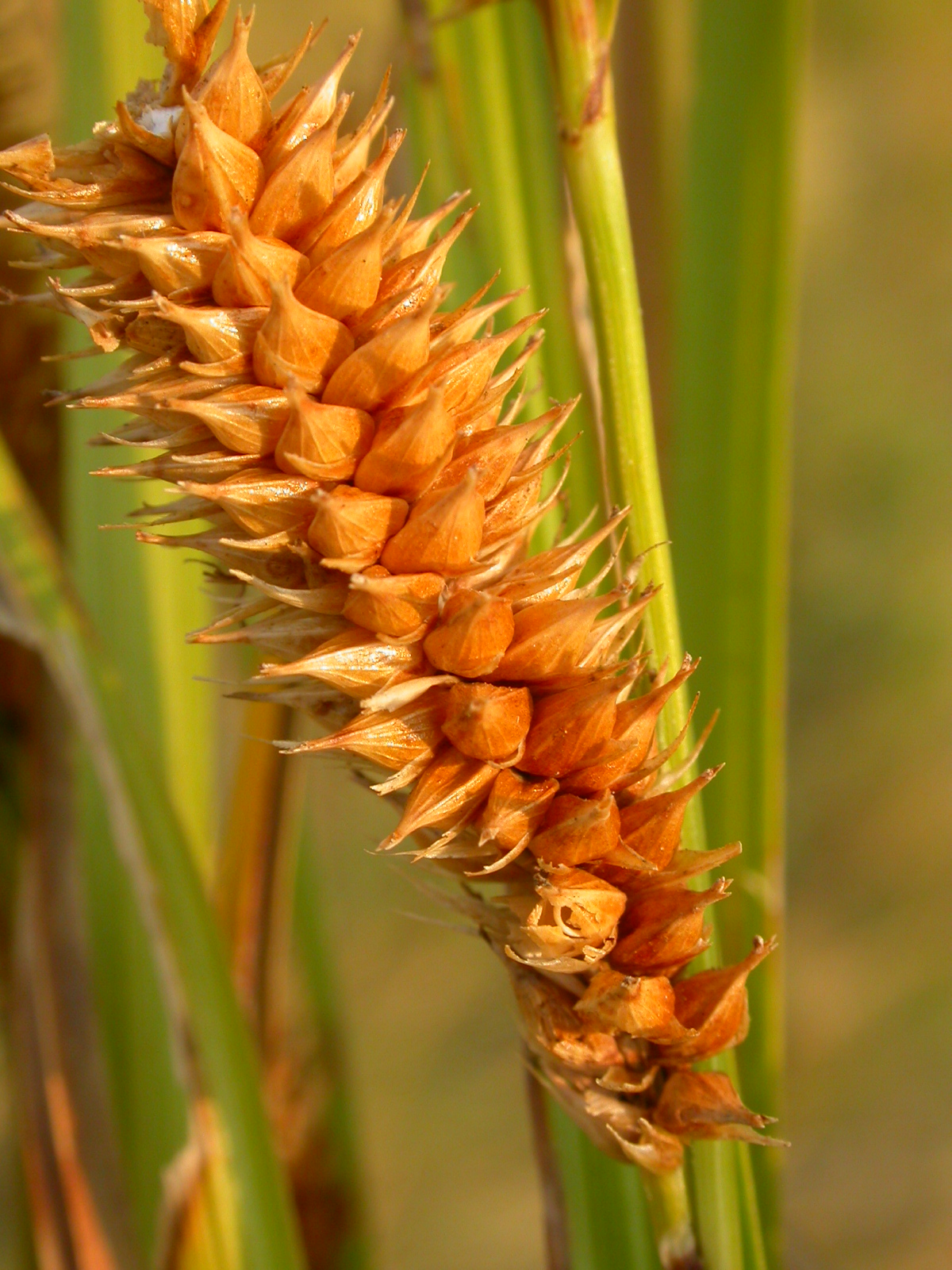
Carex utriculata